# Municipio de Hilton (Dakota del Norte)
El municipio de Hilton (en inglés: Hilton Township) es un municipio ubicado en el condado de Ward en el estado estadounidense de Dakota del Norte. En el año 2010 tenía una población de 53 habitantes y una densidad poblacional de 0,56 personas por km².

## Geografía
El municipio de Hilton se encuentra ubicado en las coordenadas 47°59′9″N 101°25′59″O / 47.98583, -101.43306. Según la Oficina del Censo de los Estados Unidos, el municipio tiene una superficie total de 93.82 km², de la cual 92,92 km² corresponden a tierra firme y (0,96 %) 0,9 km² es agua.

## Demografía
Según el censo de 2010, había 53 personas residiendo en el municipio de Hilton. La densidad de población era de 0,56 hab./km². De los 53 habitantes, el municipio de Hilton estaba compuesto por el 100 % blancos. Del total de la población el 0 % eran hispanos o latinos de cualquier raza.